# Santa Maria de Moià
Santa Maria de Moià o la Mare de Déu de la Misericòrdia (advocació més moderna) és l'església parroquial a la vila de Moià, capital de la comarca del Moianès.

## Història
Fou consagrada el 939 per Jordi (bisbe de Vic) amb assistència de Sunyer, comte de Barcelona, qui la feu edificar. En la seva edificació a càrrec del comte de Barcelona es pot percebre un cert pols polític, ja que Moià era territori del Comtat d'Osona. Després de la consagració, però, l'església de Santa Maria de Moià va ser cedida, amb totes les possessions i beneficis que generava, al bisbe de Vic. El bisbe de Vic Ramon Gaufred cedia l'església al monestir de Santa Maria de l'Estany el 1131, establint per primer cop un lligam que ja no deixaria gairebé mai al llarg de la història. Tanmateix, el rei Jaume I va redimir Santa Maria de Moià d'aquest domini a mitjan segle xiii, redempció que va tenir efecte molt poc temps, ja que aviat torna a aparèixer lligada a l'Estany.

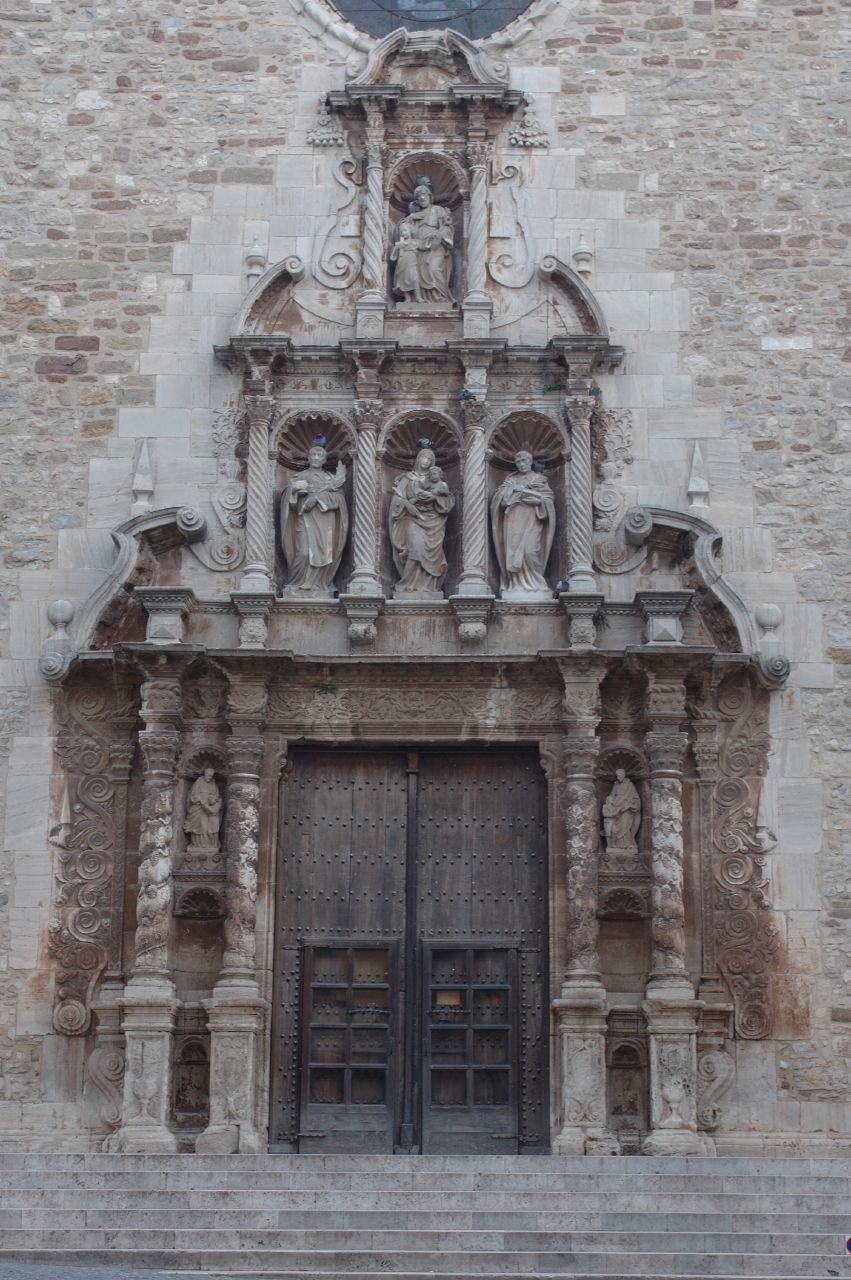
Portalada de l'església parroquial

De l'església corresponent a aquella època, romànica, ja no en queda res. L'actual, bastida entre el renaixement i el barroc, és una església gran, corresponent a la importància de la vila i a la riquesa de la seva antiga comunitat de preveres, una de les més influents de la Catalunya central a l'edat moderna.
Fins a finals del segle xvi, aquesta parròquia depenia de la comunitat de canonges agustinians de Santa Maria de l'Estany. El 1592 el papa Climent VIII va secularitzar aquell monestir, i el va convertir en col·legiata, i els canonges de l'Estany van traslladar-se a Moià, de manera que Santa Maria de Moià queda convertida també en col·legiata. El 1603, però, el títol de col·legiata retornava a l'Estany; hi residia l'arxipreste del Moianès, que, alhora, era rector de Moià. El 1775 l'Estany quedava reduït a parròquia de la categoria més baixa, i el bisbe de Vic Castanyer, que havia estat rector a Moià, concedí a la parròquia de Santa Maria de Moià i al seu rector tots els títols i honors que havia tingut l'església de l'Estany.
Aquesta història feu que la comunitat de preveres de Moià gaudís d'una sèrie de privilegis, entre els quals destaquen que els seus preveres havien de ser moianesos, i des de Santa Maria de Moià es regia la majoria de les esglésies de la comarca. És molt gran el nombre de documents de tota mena generats pels capellans de Moià, tant pel que fa a l'administració dels seus béns i els préstecs que la comunitat de preveres feia a tota la comarca, com pel que respecta al seu exercici com a notaria.
Com a parròquia principal del Moianès, en depenien gairebé totes les esglésies de la comarca, que eren administrades per la Comunitat de Preveres de Moià, que tenien el privilegi de nomenar només fills de la vila com a membres d'aquesta Comunitat, que arribà a ser integrada per una vintena de preveres. Actualment és una parròquia, de vegades associada al títol de cap d'Arxiprestat, que, això sí, té tota una sèrie de capelles que en depenen: 
- La Mare de Déu de Loreto del Masot
- La Mare de Déu del Carme de Moià
- La Puríssima de la Moretona
- La Puríssima dels Escolapis
- Sant Sebastià de Moià (actualment desapareguda)
- Sant Josep de Can Carner
- Sant Josep de Moià (actualment desafectada).

## Arquitectura

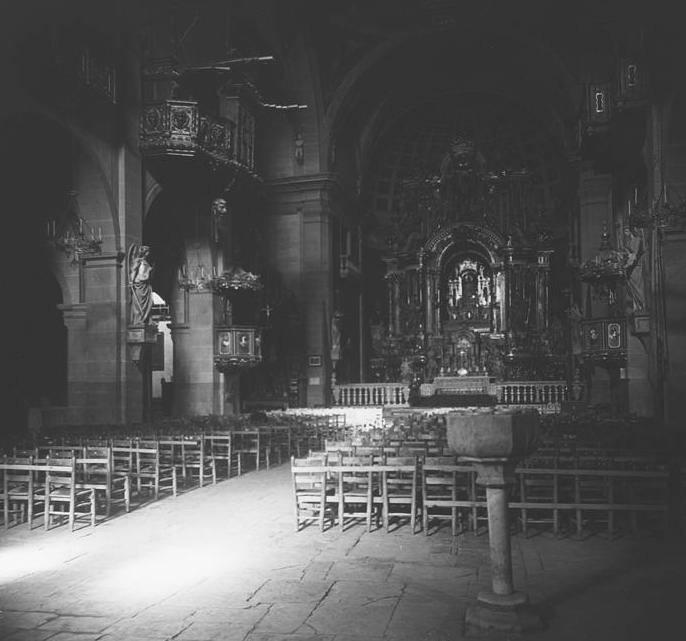
Altar major de l'església l'any 1924

L'arquitecte de l'església barroca fou Pere Torrents en la gran majoria, que inicià els treballs el 1674, mentre que el campanar és obra de l'arquitecte vigatà Josep Morató i Soler, que va agafar els regnes del projecte a partir del 1730.
És una església de tres naus amb creuer, coronat per una gran cúpula. Al costat de migdia s'aixeca un esvelt campanar de pedra ben treballada i planta octogonal amb grans finestrals d'arc apuntat al pis de les campanes i amb una cornisa sostinguda per aldans que actuen de gàrgoles. També destaca el seu rellotge, que funciona amb pesos de pedra, la balustrada del coronament (amb la data de 1726) i els pinacles. Darrere l'església hi ha el cambril de planta rectangular, de grans dimensions, on es troba la Mare de Déu de la Misericòrdia. L'accés a l'edifici es fa mitjançant una gran portalada barroca articulada en tres nivells. Així mateix hi ha a la façana nord un altre accés de més reduïdes dimensions però de factura similar.
Destaca la façana principal i la façana lateral pel seu alt valor artístic, ja que són el primer conjunt de barroc salomònic en pedra conegut a Catalunya (creat entre 1646 i 1670) i un dels seus exponents més extraordinaris. La façana principal està articulada en diversos cossos. El cos baix està compost amb certa desimboltura, si bé les tres fornícules dels intercolumnis recorden maneres anteriors i el torçal del fust està fet amb timidesa i decorat ingènuament. Al segon cos les columnes són estriades helicoïdalment i el cos superior es veuen altres dues columnes ni salomòniques ni helicoïdals en llurs estries, sinó acordonades. Les imatges d'aquesta façana representen a sant Josep, sant Pere de la Cadireta, sant Ponç de Planella, sant Josep de Calassanç i la Verge Maria.
La façana lateral-nord està articulada en dos nivells. El primer flanquejat per dues columnes amb decoració de llaços helicoïdals. Aquestes columnes es recolzen en sengles pilastres de planta quadrada. Dintell de pedra coronat per un frontó truncat, en el qual s'obre una fornícula (coronada per un frontó amb l'escut de Moià), flanquejada per dues columnes salomòniques. A l'interior de la fornícula hi ha una imatge de la Verge Maria amb el Nen (decapitat) als braços, possiblement del segle xv, reutilitzada d'una obra anterior.
Adossat a la paret nord de l'església es troba el baptisteri. A l'exterior destaca un portal d'estil neoclàssic centrat per quatre columnes corínties que aguanten el coronament de la porta. Un fris sosté un nínxol, també emmarcat per columnetes, on s'hi ha col·locat unes rajoles amb la figura de sant Joan Baptista. La coberta és a doble vessant amb ràfec de pedra. Corona l'edifici una llanterna octogonal. L'interior és amb planta de creu grega, coberta amb cúpula que s'alça sobre quatre arcs de mig punt.
La torre del campanar arrenca de l'església amb planta quadrada que, més o menys a un terç de la seva alçada, esdevé octogonal, no mantenint totes les cares les mateixes dimensions. Les quatre cares que donen als punts cardinals són el doble d'ample que les de les cantonades. La part superior és la més treballada; hi destaquen els vuit finestrals al pis de les campanes, la cornisa sostinguda per mènsules que a la vegada actuen de gàrgoles, la balustrada del coronament i els pinacles. És una construcció de pedra ben treballada de 52 metres.
El sepulcre dels Planella és un sarcòfag de petites dimensions (80x40 aproximadament), tallat en marbre i policromat. El sarcòfag és sostingut per dos lleons. La part frontal està dividida en tres cossos, els laterals mostren un relleu d'arcs ogivals sota els que hi ha el cap d'un lleó, mentre que en el central un parell d'àngels sostenen l'escut dels Planella, motiu que es repeteix als costats laterals del sarcòfag, on dos personatges sostenen l'escut familiar. A la part alta dos àngels sostenen un llençol del qual surten dos personatges. Una creu molt treballada remata el conjunt.
Situada al camaris de l'actual parròquia es troba la Verge de la Misericòrdia de talla policromada i de principis del segle xix. Talla d'alabastre d'estil gòtic de la Verge amb el Nen de la segona meitat del segle xix.
Situada al mur de llevant de l'església i d'estil barroc del segle xvii s'hi troba la imatge de sant Sebastià treballada en pedra blanca. Situada al mur est de la capella del Santíssim i d'estil realista del segle XX hi ha el Crist d'Asorey fet amb fusta policromada per Francisco Asorey.